# 労働法
労働法（ろうどうほう、独：Arbeitsrecht、仏：droit du travail、英：labor law）は、労働関係および労働者の地位の保護・向上を規整する法の総称である。資本主義における労働の諸関係を、《労働者の生存権》という法理念にもとづいて規律する法体系である。
近代以降の資本主義の展開にともなって、労働者と使用者（経営者、雇用主）の力関係（労使関係）に著しい落差・不平等が生じ、過長な労働時間（過労） 等、劣悪な労働条件の下での労働を強いられ、また（労働者は労働を売ることのみが生きるための手段になっていたにもかかわらず）低賃金しか払われず、ひどく搾取されることになった。
古典的な近代市民法は、自由平等を原則としていて、（世の中の現実を無視して）労働者と使用者が対等平等な状態にいるとみなして、個別的な契約の自由ばかりを固守してしまい、こうした労働者の保護が十分にできなかったため、労働法のほうは、社会における労使の現実を直視して成立した。
別の言い方をすると、労働者の生存を保障するための市民法原理の修正として、社会権思想に基づいた労働法が生まれたのである。最初の労働者保護立法は、イギリスで1802年に制定された工場法である。その後、第一次世界大戦後のワイマール・ドイツにおいて、労働法は独自の法分野として確立した。

## 国際労働法と国際労働機関
国際労働法（International labour law）とは、労働条件の改善など労働者保護に関する国際的協定の総体を指している。国際労働法制定の中心的役割を果たす国際労働機関（ILO）の任務は、勧告・国際労働条約草案の作成であり、国際労働法は条約の形で存在し、各国家によって受諾・批准されることで効力を発揮するようになる。
国際労働機関（ILO）は、強制労働や児童労働の廃絶、婦人労働者の待遇の向上にとどまらず、移民や船員、家庭内労働者も含めたすべての労働者の労働条件、雇用機会における差別の根絶と生活水準向上のために、1919年の組織発足以降180を超える国際労働条約を採択している。同時に補完的に採択されている勧告とともに国際労働基準を構成している。
ILOによって用意された条約の数は190ある。そのうちのどの程度の数を批准しているかで、その国の政府が自国の労働者の諸権利をどれほど尊重しているか、その程度がわかるとも言われているが、ILO自身は、条約や勧告の本当の価値は、批准数だけで判断するべきではないとしている。一加盟国あたりの平均批准条約数は約44、日本が批准しているのは50である。

## 欧州の労働法
欧州連合では指令との形で、各国が達成すべき労働法の基準を示している。
- 労働時間指令（2003/88/EC）
- パートタイム労働指令 （97/81/EC）
- 有期労働指令 （99/70/EC）
- 派遣労働指令 （2008/104/EC）

### スペイン
スペインの労働法は、労働者保護を重視するものとなっている。労働者の解雇は容易に行うことができず、解雇されても失業保険が整備されている。こうした環境が、外国企業の投資敬遠、外国人労働者の流入といった事態を招いている、という指摘がある。

## アジアの労働法

### 中華人民共和国
中国では、長い間企業は国営企業であったため、労使関係は行政府の命令で調整されており、労働法は存在しなかった。その後、1979年の市場開放を機に市場経済が浸透していくに従い、以下のとおり労働法が整備されていった。
- 1994年7月に労働法公布
- 2008年6月に労働契約法公布

労働契約法制定の背景には、20世紀末から外国からの投資が盛んとなり生産能力が増加、「世界の工場」と呼ばれるようになった一方で、試用期間や違約金の濫用により労使間の対立が激しくなったことがある。

### インドネシア
インドネシアの労働法は、労働者の解雇にかかるコストが非常に高い。解雇に関して支払う費用は、そのまま雇い続けるよりも高くなると言う。このことは、外国からの資本投入の際にネックとなっている、という指摘がある

### インド
インドの労働三法は、世界銀行により世界で最も制約が多い労働法と指摘されており、犯罪行為以外の理由で労働者を解雇することは事実上困難となっている。インド都市開発省所属で意図的な長期欠勤を続けた職員の例では、解雇に22年もの年月を要している。

### 日本
日本において「労働法」は、法律の名称ではなく、労働事件の最高裁判所裁判例等における法律判断を含めた法体系を指す、主として講学上の用語である。
日本で「労働法」という語が用いられるようになったのは早い。1920年（大正9年）には既に東京帝国大学（現・東京大学）で末弘厳太郎による「労働法制」という講義が行われていた。1924年（大正13年）に「労働法」という名称での講義を日本の高等教育機関で初めて行ったのは、東京商科大学（現・一橋大学）の孫田秀春であり、労働事務次官を務めた富樫総一なども孫田のゼミナールで学んだ。しかし、労働法は労働運動に関するものであると政府当局に危険視されたことや、履修した学生が警戒され企業から採用されなくなったことから、この東京商科大学の労働法講義は名称を変更させられることになった。
日本では、1911年（明治44年）に工場法が制定されたが、内容的には今日から見れば低水準のものであった。日本の労働法の本格的な形成は、第二次世界大戦後に始まり、1945年（昭和20年）に（旧）労働組合法、次いで1946年（昭和21年）には労働関係調整法、そして1947年（昭和22年）に労働基準法・職業安定法・失業保険法が制定され、独自の法分野として確立されるに至った。その後は、これらの法律の内容を拡充したり（労働基準法の規定を独立させた最低賃金法・労働安全衛生法、失業保険法の対象範囲を拡大した雇用保険法等）、裁判所の判例法理等を取り込んで（例えば、男女別定年の否定を取り込んだ男女雇用機会均等法、解雇権濫用法理を取り込んだ労働契約法など）、労働法の体系を整備していった。

#### 労働三法
労働組合法・労働関係調整法・労働基準法の3法を労働に関する基本法と位置づけ労働三法（ろうどうさんぽう）と呼んでいる。労働三法は労働組合を中心とする集団的労働紛争への対応を念頭に置いているが、これに対し労働組合に依らない個別労働紛争が増加したことへの対応として、平成期に入ってから個別労働関係紛争の解決の促進に関する法律・労働審判法・労働契約法等が順次施行された。

#### 日本の労働に関する主要な法律
- 個別的労働関係法：個別的な労働関係、労働契約関係についての法律
  - 労働基準法
  - 最低賃金法
  - 労働安全衛生法
  - 雇用の分野における男女の均等な機会及び待遇の確保等に関する法律（男女雇用機会均等法）
  - 育児休業、介護休業等育児又は家族介護を行う労働者の福祉に関する法律（育児介護休業法）
  - 短時間労働者及び有期雇用労働者の雇用管理の改善等に関する法律（パートタイム労働法）
  - 労働契約法
- 集団的労働関係法（労使関係法）：使用者と労働組合との関係についての法律
  - 労働組合法
  - 労働関係調整法
- 労働争訟法：個別的労働紛争の簡易な解決を目指す法律
  - 個別労働関係紛争の解決の促進に関する法律
  - 労働審判法
- 労働市場法（雇用保障法）：労働市場の規制に関する法律
  - 労働施策の総合的な推進並びに労働者の雇用の安定及び職業生活の充実等に関する法律（旧・雇用対策法）
  - 職業安定法
  - 雇用保険法
  - 労働者災害補償保険法
  - 労働者派遣事業の適正な運営の確保及び派遣労働者の就業条件の整備等に関する法律（労働者派遣法）